# Фёдор Иванович (князь стародубский)
Фёдор Иванович (? — 1330) — удельный князь стародубский с 1315 года, сын стародубского князя Ивана Михайловича.

## Биография
Фёдор Иванович, по прозванию Благоверный, в 1330 году был убит в Орде; это единственный факт его жизни, который упоминается в летописях, а именно в Никоновской, которая ограничивается изложением этого события и обходит полным молчанием причины убийства и сопровождавшие его обстоятельства. Андрей Экземплярский высказывает предположение, что гибель в Орде Фёдора Ивановича, как и ряда других современных ему князей, совершилась «по думе» Ивана Калиты, который около того времени начал сильно теснить удельных князей и приносить на многих из них изветы татарскому хану.
С другой стороны, прозвание Фёдора Ивановича Благоверным даёт основание думать, что он погиб за веру.

Похоронен в своей вотчине, в Богородице-Рождественской церкви села Алексино.

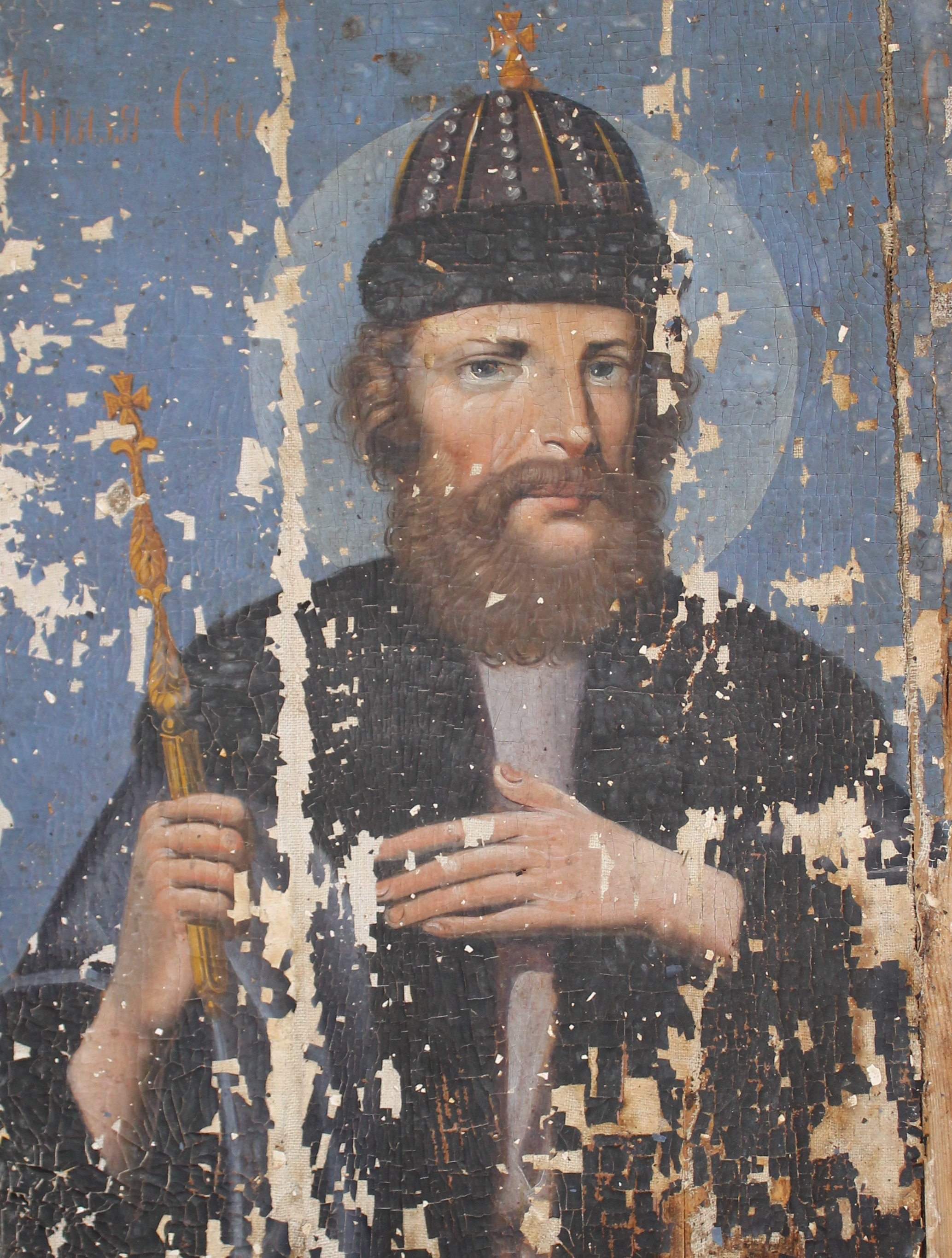
Святой князь Фёдор Стародубский, икона XIX в.
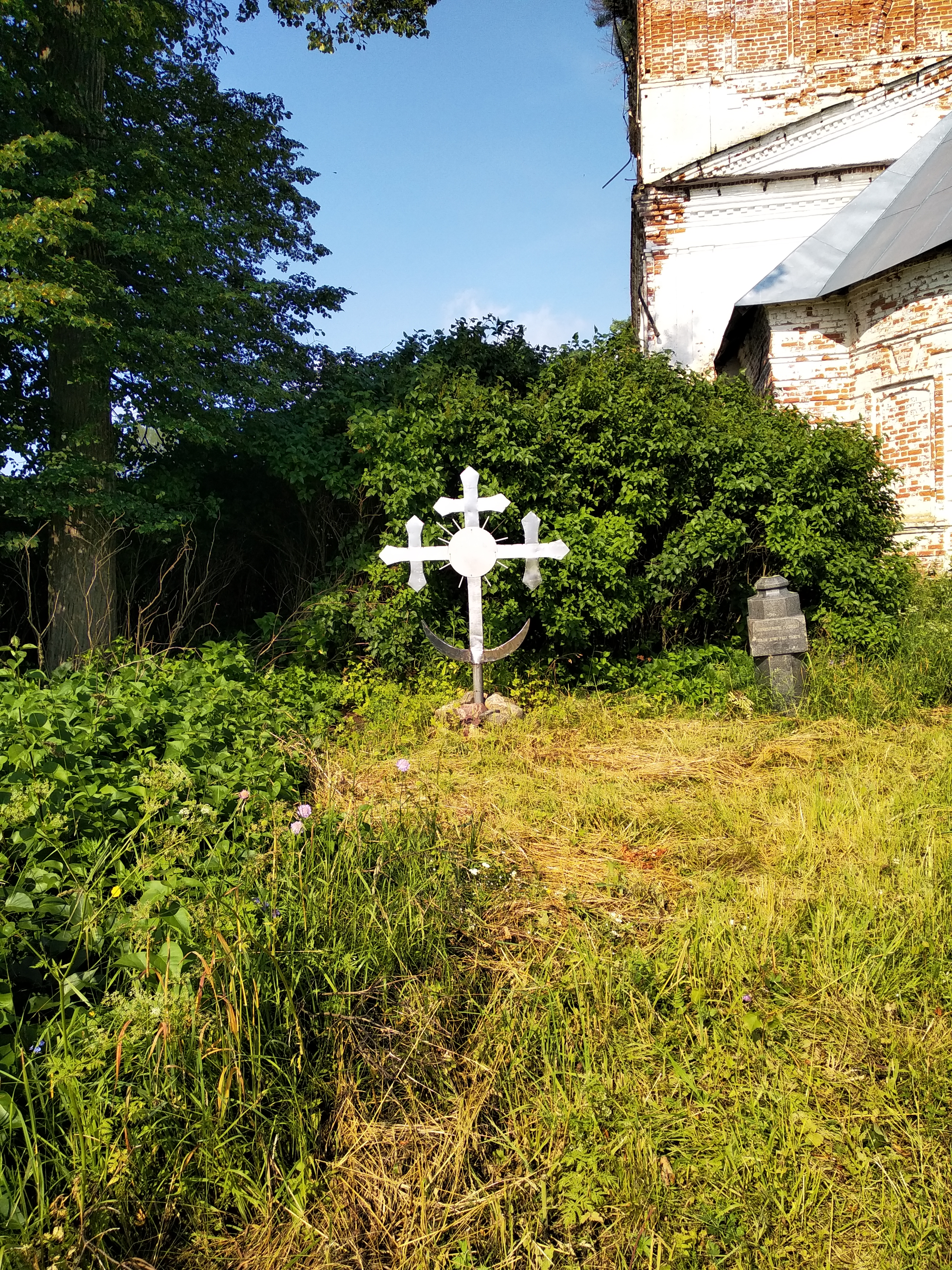
Крест над предполагаемым местом захоронения князя Феодора. Алексино, храм Рождества Пресвятой Богородицы

## Брак и дети
Имел троих сыновей:
- Дмитрий (ум. 1354), князь Стародубский с 1330
- Иван (ум. 1363), князь Стародубский с 1354
- Андрей (ум. после 1380), князь Стародубский с 1363